# Gen-für-Gen-Hypothese
Unter der Gen-für-Gen-Hypothese (englisch Gene-for-gene relationship) versteht man die Hypothese, dass eine Wirtspflanze nicht von einem Pathogen infiziert wird, wenn sie zu dem virulenten Gen (AVR) des Pathogens ein passendes Resistenzgen (R) besitzt.
Die Hypothese wurde ab den 1940er Jahren von Harold Henry Flor anhand der Interaktion des Rostpilzes Melampsora lini mit dem Gemeinen Lein entwickelt und 1971 zusammengefasst veröffentlicht. Flor zeigte, dass die Vererbung der Widerstandskapazität des Wirts als auch die Pathogenität des Erregers durch Paare von entsprechenden Genen gesteuert werden.

## Resistenzgene
Es gibt zwei große Klassen von Resistenzgenen: Die NBS-LRR-Gene und die Pattern-Recognition Receptor (PRR)-Gene.